# Rapang
Rapang to plaża znajdująca się na wyspie Besar na Morzu Południowochińskim. Wyspa, jak i plaża są wykupione przez szwedzką firmę Strix produkującą program "Expedition Robinson". Leżące u wybrzeży Malezji wyspy (Besar, Tengah, Mensrip i Harimau) idealnie nadały się do produkcji programu typu reality show, w którym bohaterowie przez kilka tygodni musi przeżyć na "bezludnej" wyspie. Do tej pory na wyspach zrealizowano edycje z około 35 państw.